# Cantone di Thiais
Il Cantone di Thiais è una divisione amministrativa dell'arrondissement di L'Haÿ-les-Roses.

## Composizione
Prima della riforma del 2014 comprendeva il solo comune di Thiais. Dal 2015 comprende i comuni di:
- Chevilly-Larue
- Rungis
- Thiais